# 福岡県道752号藤山国分一丁田線
福岡県道752号藤山国分一丁田線（ふくおかけんどう752ごう ふじやまこくぶいっちょうだせん）は、福岡県久留米市を通る一般県道である。

## 概要
久留米市藤山町から久留米市諏訪野町に至る。
起点にあたる久留米市藤山町の福岡県道82号久留米立花線と県道藤山国分一丁田線では後者の方が交通量が多い。福岡県道82号久留米立花線も含めて「藤山線」と呼ばれることがある。
起点直後に九州自動車道の路線と久留米成田山が見える。終点の国道3号交点では信号の時差などが加わり、同地区での渋滞多発ポイントになっている。
陸上自衛隊久留米駐屯地付近の狭い区間を解消するバイパスが2019年（平成31年）3月10日に開通した。

### 路線データ
- 起点：福岡県久留米市藤山町（藤山三差路交差点、福岡県道82号久留米立花線交点）
- 終点：福岡県久留米市諏訪野町（諏訪野町一丁田交差点、国道3号交点、福岡県道753号一丁田久留米停車場線起点）
- 総延長：4.6 km[1][2]

## 歴史
- 2019年（平成31年）3月10日 - 高良内町のバイパス（延長640 m）開通[1][3]。

## 路線状況

### 重複区間
- 福岡県道86号久留米筑後線（久留米市高良内町・聴覚支援学校前交差点 - 久留米市国分町）

### 道路施設

#### 橋梁
- 柳瀬橋（上津荒木川、久留米市）

## 地理

### 通過する自治体
- 久留米市

### 交差する道路
| 交差する道路                                             | 交差する場所 | 交差する場所                |
| -------------------------------------------------------- | ------------ | --------------------------- |
| 福岡県道82号久留米立花線                                 | 藤山町       | 藤山三差路交差点 / 起点     |
| 福岡県道86号久留米筑後線 重複区間起点                    | 高良内町     | 聴覚支援学校前交差点        |
| 福岡県道86号久留米筑後線 重複区間終点                    | 国分町       |                             |
| 福岡県道86号久留米筑後線 / 都市計画道路東合川野伏間線    | 国分町       | 北島交差点                  |
| 国道3号 国道325号 重複 福岡県道753号一丁田久留米停車場線 | 諏訪野町     | 諏訪野町一丁田交差点 / 終点 |

### 沿線
- 甲塚古墳
- 福岡県立久留米聴覚特別支援学校
- 久留米大学医療センター
- 陸上自衛隊久留米駐屯地